# Edson Moreira
Edson Moreira da Silva, mais conhecido como Delegado Edson Moreira (São Paulo, 16 de abril de 1959) é um delegado e político brasileiro filiado ao Cidadania. Ganhou notoriedade por trabalhar no Caso Eliza Samudio e elegeu-se vereador de Belo Horizonte em 2012, sendo o terceiro mais bem votado naquelas eleições. Em 2014, foi eleito deputado federal (2015-2019), por Minas Gerais, com 49.391 votos.

## Biografia
Edson Moreira da Silva nasceu no dia 16 de abril de 1959 em São Paulo. Seu pai havia migrado do Nordeste com destino à capital paulista para atuar na Força Nacional. Na adolescência, Edson trabalhou numa gráfica, e aos 21 anos ingressou na Polícia Militar do Estado de São Paulo, mesmo assim prosseguiu com os estudos a fim de trabalhar na Polícia Civil. Graduou-se em direito na Faculdade de Direito de Guarulhos em 1988, e dois anos mais tarde foi aprovado no concurso da Polícia Civil do estado de Minas Gerais, onde fixou residência.

### Carreira policial
Como delegado de polícia, desde 1990 prestou serviços na PCMG na capital mineira e em outras cidades como Uberaba, envolvido em investigações de casos de grande repercussão nacional e internacional, como: Caso José Cleves (2001); Emílio Beletti (1999);Caso Viviane Brandão (2002); Maníaco de Contagem (2009); Caso do Sion ou Bando da Degola (2010); Caso Bruno (2010), Prisão de Bruno Rodrigues de Souza, o Quén-Quén (2011), Érica Passarelli (2012), dentre outros.

### Carreira política
Em 2012, ingressou na vida política candidatando-se ao cargo de Vereador na cidade de Belo Horizonte, pelo partido Partido Trabalhista Nacional (PTN), sendo eleito em terceiro lugar geral (084% de votos),com a plataforma política Segurança Pública, vez que é especializado pela UFMG desde 2000 em Estudos de Criminalidade e Segurança Pública. No primeiro semestre de mandato, o Vereador Delegado Edson Moreira apresentou os seguintes projetos de lei em benefício do município de Belo Horizonte:
- Criação do Departamento de Operação do Sistema Viário – DSV, um órgão municipal específico que deverá promover o desenvolvimento da circulação segura e eficaz, corrigindo falhas na administração pública.[20][21]
- Criação do Serviço de Verificação de Óbito – SVO em BH, com a finalidade de investigar as causas de mortes naturais, para contribuir com a Polícia Civil - responsável pelo Instituto Médico Legal (IML), e agilizar o atendimento aos familiares de vítimas de falecimento.IML deverá ficar responsável somente pela investigação de mortes violentas e/ou acidentais.[22]
- Tornar obrigatória, por parte das empresas de transporte intermunicipais e interestaduais, a identificação do comprador de passagens, por meio de documentos oficiais e comprovante de endereço, a fim de reduzir e prevenir assaltos a ônibus.
- Instalação e conservação de banheiros públicos obrigatória onde se concentre grande número de pessoas.
- Criação da Área Escolar de Segurança, para proporcionar tranquilidade aos alunos, pais e professores da cidade.  O projeto prevê que, em um círculo de 100 metros ao redor das escolas, seja assegurada a fiscalização dos comércios, policiamento, placas, iluminação, limpeza de terrenos e outras providências que garantam a segurança e incentivem a cultura da não violência. Obriga o Poder Executivo a sinalizar, por meio de placas, sempre que identificado um local com altos índices de acidentes e atropelamentos.
- Criação do Programa de Informações sobre Vítimas de Violência no município, para identificar áreas de risco e causas mais frequentes dos crimes, a partir de dados coletados em hospitais da rede pública e privada, em outras unidades de atendimento de urgência e emergência, e demais serviços públicos que possam atender pacientes.

#### Deputado federal
Foi eleito deputado federal em 2014, para a 55.ª legislatura (2015-2019). Votou a favor do Processo de impeachment de Dilma Rousseff. Posteriormente, votou a favor da PEC do Teto dos Gastos Públicos. Em abril de 2017 votou a favor da Reforma Trabalhista. Em agosto de 2017 votou contra o processo em que se pedia abertura de investigação do então Presidente Michel Temer, ajudando a arquivar a denúncia do Ministério Público Federal.

## Experiências profissionais
- Serviu o Exército Brasileiro no Batalhão da Guarda Presidencial
- Soldado da PMESP;
- Cabo da PMESP;
- Sargento da PMESP;
- Chefe da Divisão de Crimes Contra a Vida DCCV-MG - Homicídios
- Coordenador de Operações Policiais do Departamento de Trânsito - Detran.
- Chefe da Divisão de Operações Especiais/Anti-Sequestro/DEOEsp.[26]
- Chefe do Departamento de Investigações Especializadas - DIE/MG
- Coordenador de Polícia Civil/SGPC.
- Delegado Regional de Uberaba/MG.
- Coordenador dos Cursos de Formação da Academia de Polícia/Acadepol.
- Professor de Técnica e Prática de Inquérito Policial/TPI/Acadepol.
- Professor de Investigações Policiais.
- Professor de Direito Penal e Processo Penal da UNIFENAS– Universidade José do Rosário Vellano.
- Chefe do Departamento de Investigações de Homicídios e Proteção à Pessoa – DHPP.[27]
- Vereador de Belo Horizonte.[28]
- Escreveu o prefácio do livro [Vermelho Escarlate] de JC Junot.[29][30]